# Isak N Jiyeon
Isak N Jiyeon (이삭 N 지연) là một nhóm nhạc song ca nữ thành lập bởi SM Entertainment vào năm 2002. Nhóm nhạc này đã tan rã không lâu sau khi thành lập. Nhiều khả năng cho rằng nhóm tan rã là do lượng đĩa bán thấp và không tạo được tên tuổi cho nhóm, nhưng đó không phải nguyên nhân chính; vấn đề với hai cô gái là do thời gian: Isak phải trở về nhà ở Nam California vì lý do gia đình (mẹ cô mang quốc tịch Hàn Quốc và người bố của cô mang quốc tịch Mỹ chia tay). Dù vậy Lee Ji-yeon, thành viên còn lại, vẫn tiếp tục hoạt động cùng SM Entertainment cho dự án nhạc mới The Grace. Isak nói rằng nhóm nhạc vẫn chưa thể kết thúc như vậy được; "Không ai có thể đoán trước được khi nào album mới lại được ra mắt, nhưng chúng tôi vẫn rất hay nói về điều này." Isak vẫn dưới sự quản lý của SM Entertainment, cô vẫn tham gia vào các ca khúc của SMTOWN và làm rất nhiều nghề nghiệp khác nhau, như là DJ và VJ cho Arirang TV, MC cho các chương trình ca nhạc và đóng một vài vai diễn nhỏ trên truyền hình.

## Thành viên
- Kim Isak (김이삭) (sinh ngày 25 tháng 5 năm 1985 (tuổi 27) tại Frankfurt), tên khai sinh Ida Dene Simmons, là một VJ cho chương trình Pops in Seoul trên kênh Arirang TV. Cô rời công ty SM Entertainment vào năm 2012.
- Lee Jiyeon (이지연) (sinh ngày 18 tháng 2 năm 1984 (tuổi 28), được biết là Lina The Grace. Cô hiện tại đang nổi bật là một diễn viên hơn là một ca sĩ.

## Discography

### Album phòng thu
- Tell Me Baby, ra mắt tháng 9 năm 2002

### Kết hợp với nghệ sĩ khác
- 2003 Summer Vacation in SMTOWN.com
- 2004 Summer Vacation in SMTOWN.com